# Helvelle solitaire
Helvella solitaria
Espèce
L'helvelle solitaire (Helvella solitaria) est un champignon ascomycète du genre Helvella et de la famille des Helvellaceae.